# Richtersia impar
Richtersia impar är en rundmaskart. Richtersia impar ingår i släktet Richtersia, och familjen Richtersiidae. Arten är reproducerande i Sverige.